# Château de Flers (Villeneuve-d'Ascq)
Pour le château éponyme situé dans la ville de Flers, dans l'Orne, voir Château de Flers (Orne).
Le château de Flers (prononcé [flɛʁs] ; appelé aussi parfois Ferme d'en Bas) est un château situé chemin du Chat-Botté à Villeneuve-d'Ascq, dans le département du Nord. Il abrite le musée du château de Flers ainsi que l'office de tourisme de Villeneuve-d'Ascq. Il doit son nom à l'ancien village de Flers-lez-Lille près duquel il est situé.

## Historique
En 1603, une bâtisse de type seigneurial est peinte dans l'album du Duc de Croÿ. Il s'agit probablement de l'actuel château.
Au début du XVIIe siècle, Le village de Flers fait partie de la vicomté de Croix. En 1656, Bonne Françoise de Haynin, reçoit de ses parents, Henri de Haynin, seigneur de Lesquin (fils de Philippe de Haynin de Wambrechies) et de Marie de Louvel, la demeure de Flers appelée « Domaine de Mastaing » en dot lors de son mariage en 1661 avec Michel de Kessel. Le domaine est remanié ou détruit pour laisser place au château.
La construction du château est achevée en 1661 ; il restera la propriété de la famille de Kessel, des seigneurs de Flers jusqu'en 1747. Il figure sur le terrier (cadastre) du prieuré de Fives de 1733.
Philippe Charles de Kessel, comte de Wattignies, seigneur de Flers-Breucq, Lesquin, Le Pré, Becquerel, etc., époux de Marie Adrienne Alexandrine de la Buissière, fait donation du comté de Wattignies le 22 avril 1745 à son oncle maternel, Charles de Lannoy, seigneur de Rhival ; décédant sans postérité, ses biens et seigneuries reviennent à la Maison de Kessel, et échoient finalement en 1747 à leur cousin Philippe André de Baudequin, qui est seigneur de Sainghin.
En 1770, Marie Claire Josèphe de Baudequin épouse le comte suisse Ladislas de Diesbach, officier du régiment des gardes suisses au service du roi de France à qui appartient le château d'en Haut, qui lui deviendra la ferme d'en haut (à ne pas confondre avec la maison Folie ou cense du Frasnoy). Celui-ci, à la mort de son épouse en 1791, hérite du château de Flers, alors appelé « château d'en bas », mais n'y habite pas.
Vers 1787, le château est modifié : les meneaux des fenêtres sont enlevés, les plafonds à la française laissent place à des plafonds à caissons, de nouvelles cheminées sont construites. Le pont-levis d'origine est remplacé par un pont plus moderne (le pont actuel). La galerie à arcades est de la même époque.
Lors de la Révolution française, la famille (deux tantes du comte de Diesbach) retourne en Suisse. Le château est confié au bailli Lerouge, qui s'enfuit, puis au jardinier Ridez ; il est dévasté mais pas confisqué, car c'est le bien d'un étranger.
Le château n'est transformé en ferme qu'au XIXe siècle. En 1936-1937, Paul Delesalle-Dewas rachète le domaine agricole à la famille de Diesbach.
Inscrit à l'inventaire des Monuments historiques en 1951, menacé de démolition en 1965, il est racheté par l'État en 1969 (expulsion liée à l'EPALE) puis par la communauté urbaine en 1973 avant d'être repris par la commune en 1986.
La restauration intérieure des deux ailes préservées, dont le corps de logis, est réalisée entre 1986 et 1991. Depuis cette date, il accueille le siège de l'office de tourisme de Villeneuve-d'Ascq et abrite quelques services municipaux.

## Architecture
Le château est caractéristique de l'architecture flamande rurale du XVIIe siècle. Il se compose de deux ailes en angle droit, l'une au nord et l'autre à l'ouest.  À l'origine il possédait une troisième aile à l'est.
Des travaux de sauvegarde sont conduits par les architectes Maurice Salembier et Emmanuel Turcry pendant les années 1974-1975 et en 1979. Des travaux d'aménagement intérieurs sont menés par la ville de Villeneuve-d'Ascq de 1986 à 1991.

## Musée du château de Flers
Quatre salles en sous-sol sont aménagées en musée archéologique depuis 1991. Le musée présente également des expositions temporaires mettant en valeur l'archéologie, l'histoire locale et l'ethnographie régionale.

## Galerie

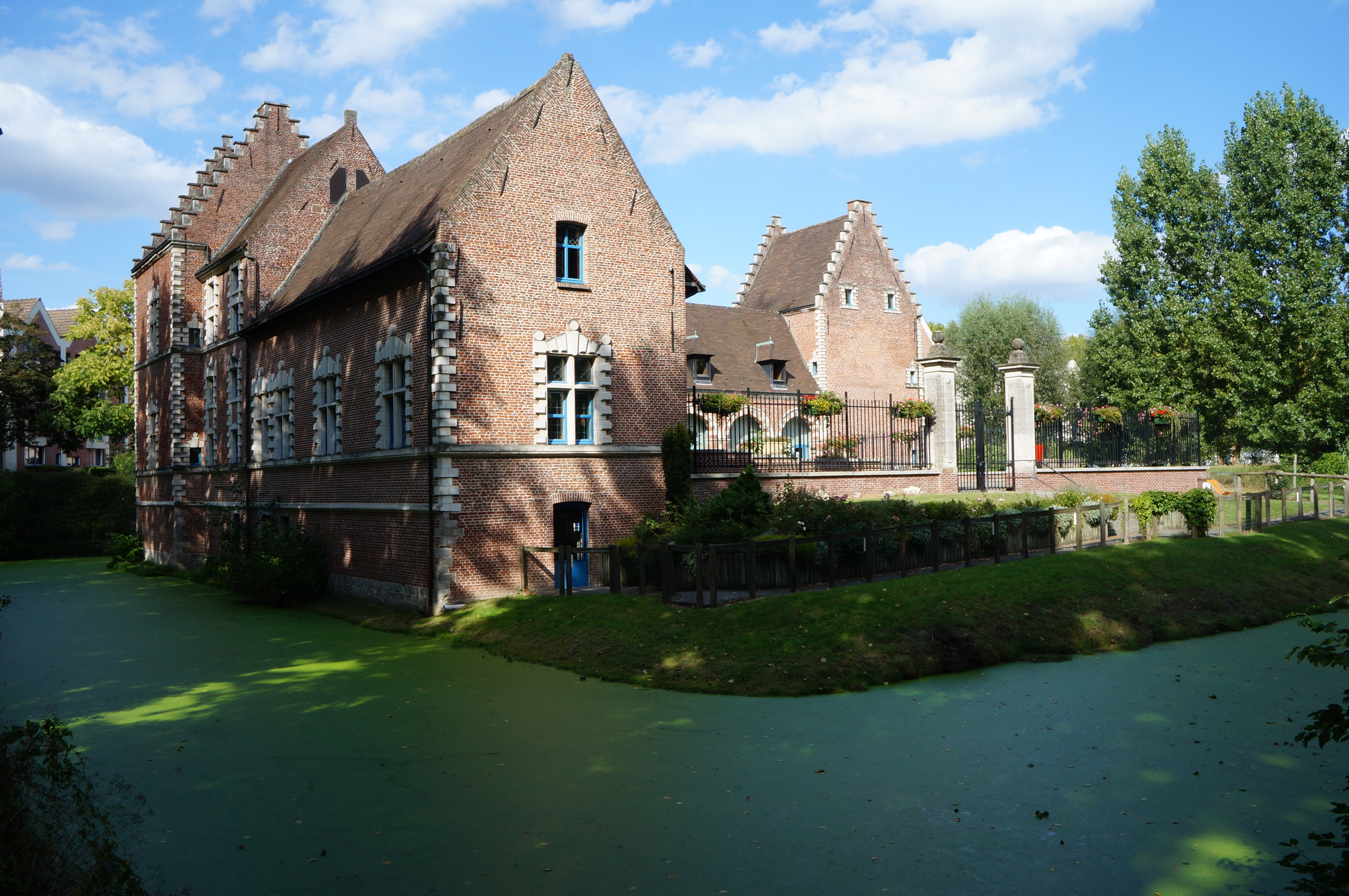
L’aile droite du château de Flers.
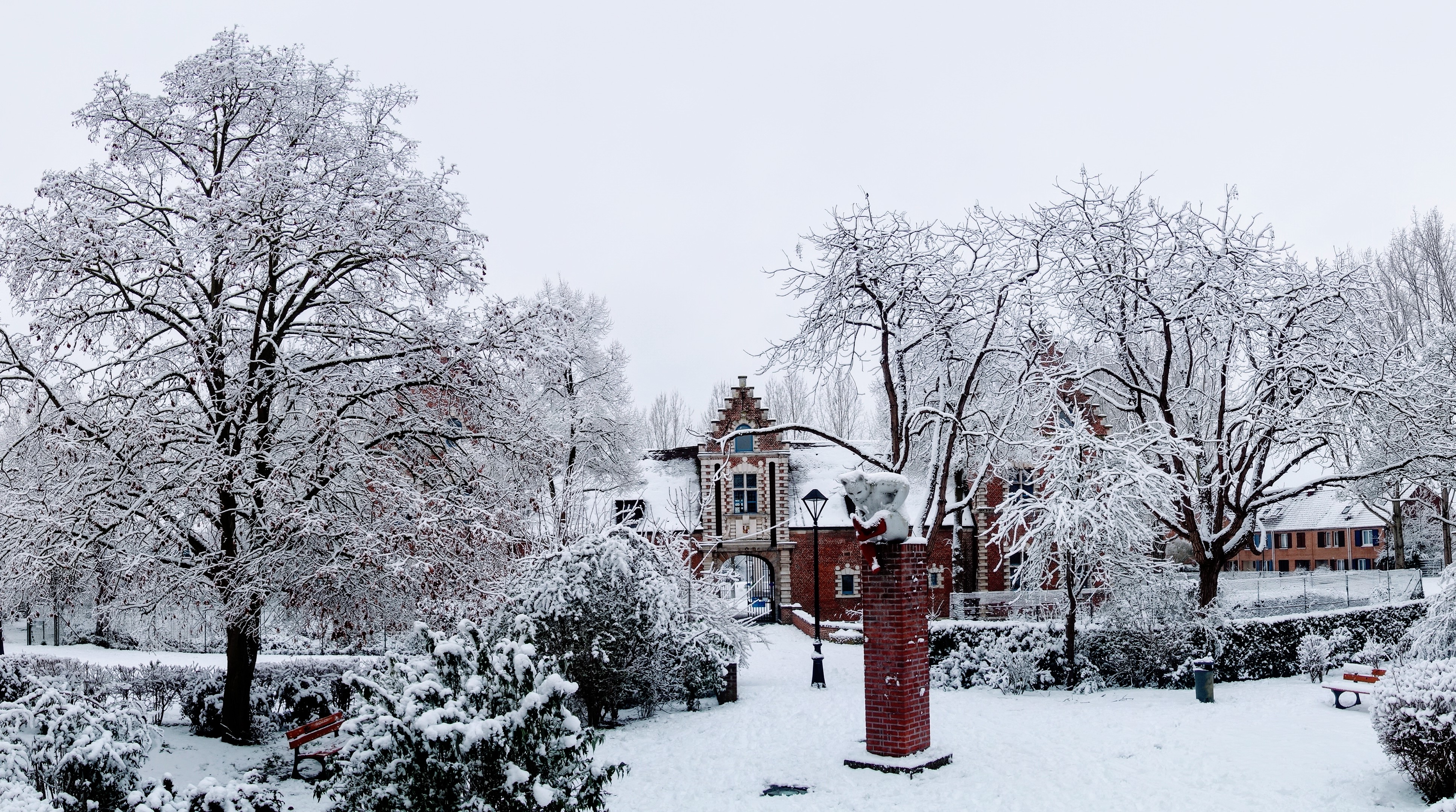
Château de Flers enneigé
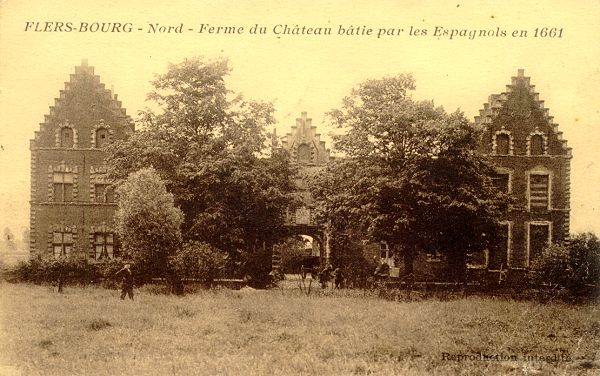
Le château de Flers vers 1900.
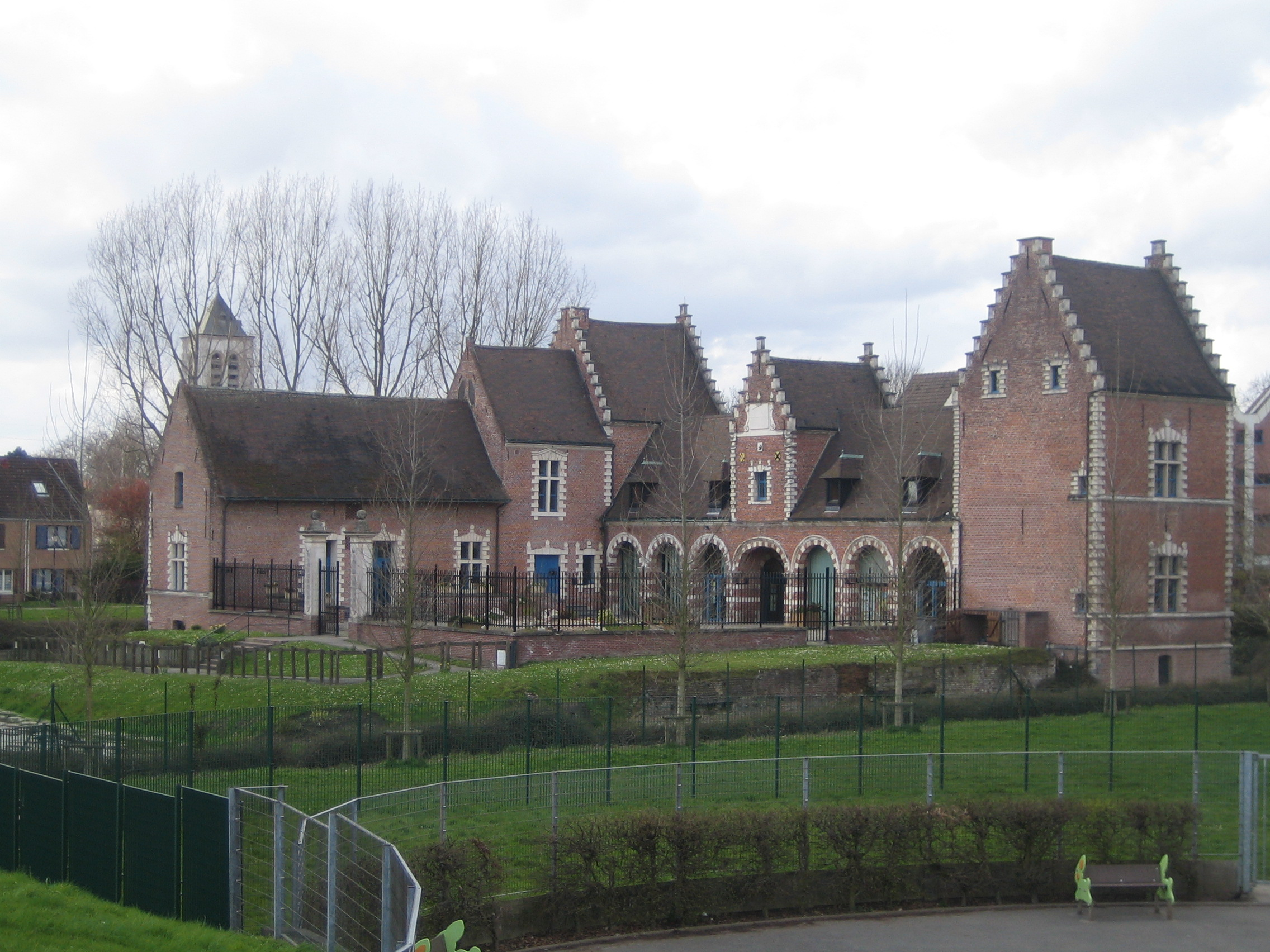
Le château vu de dos.
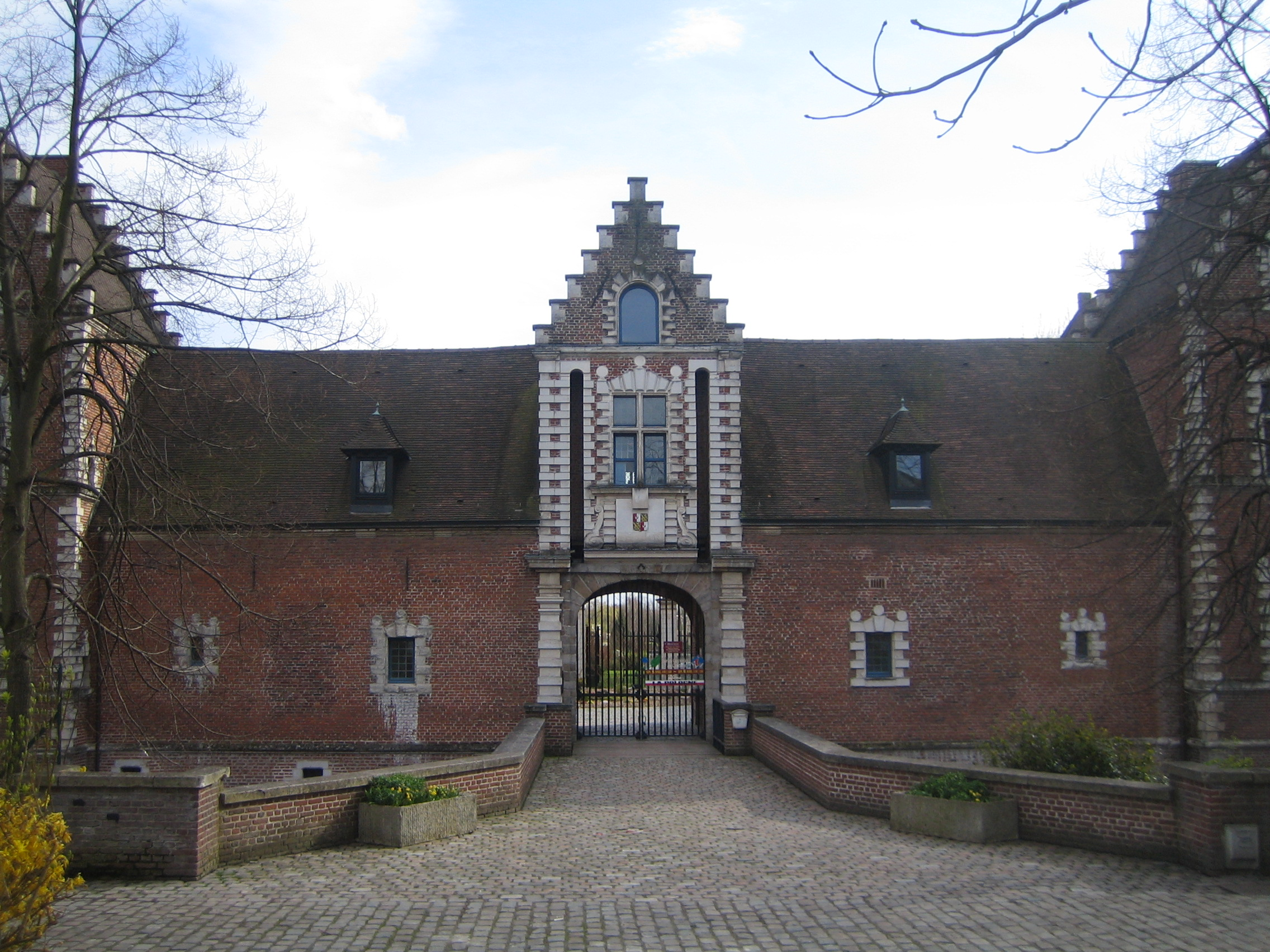
L'entrée du château.
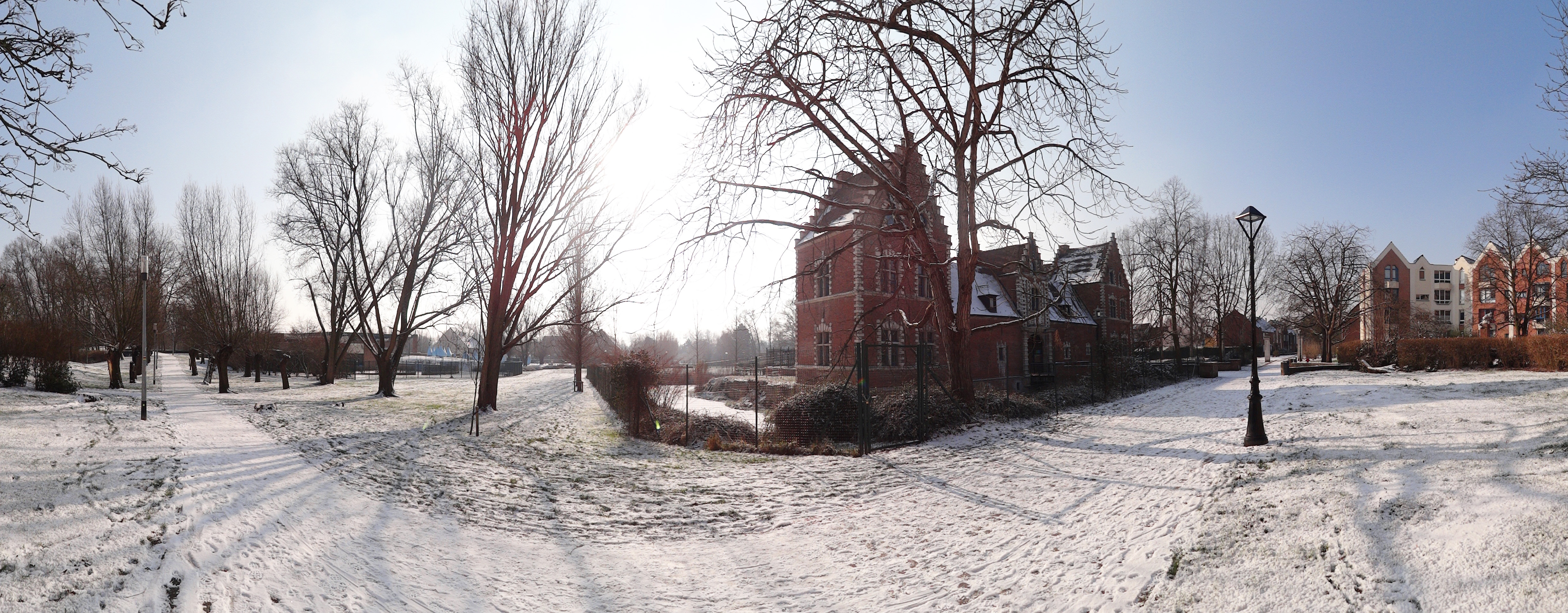
Vue panoramique.